# Levantamento magnético (arqueologia)

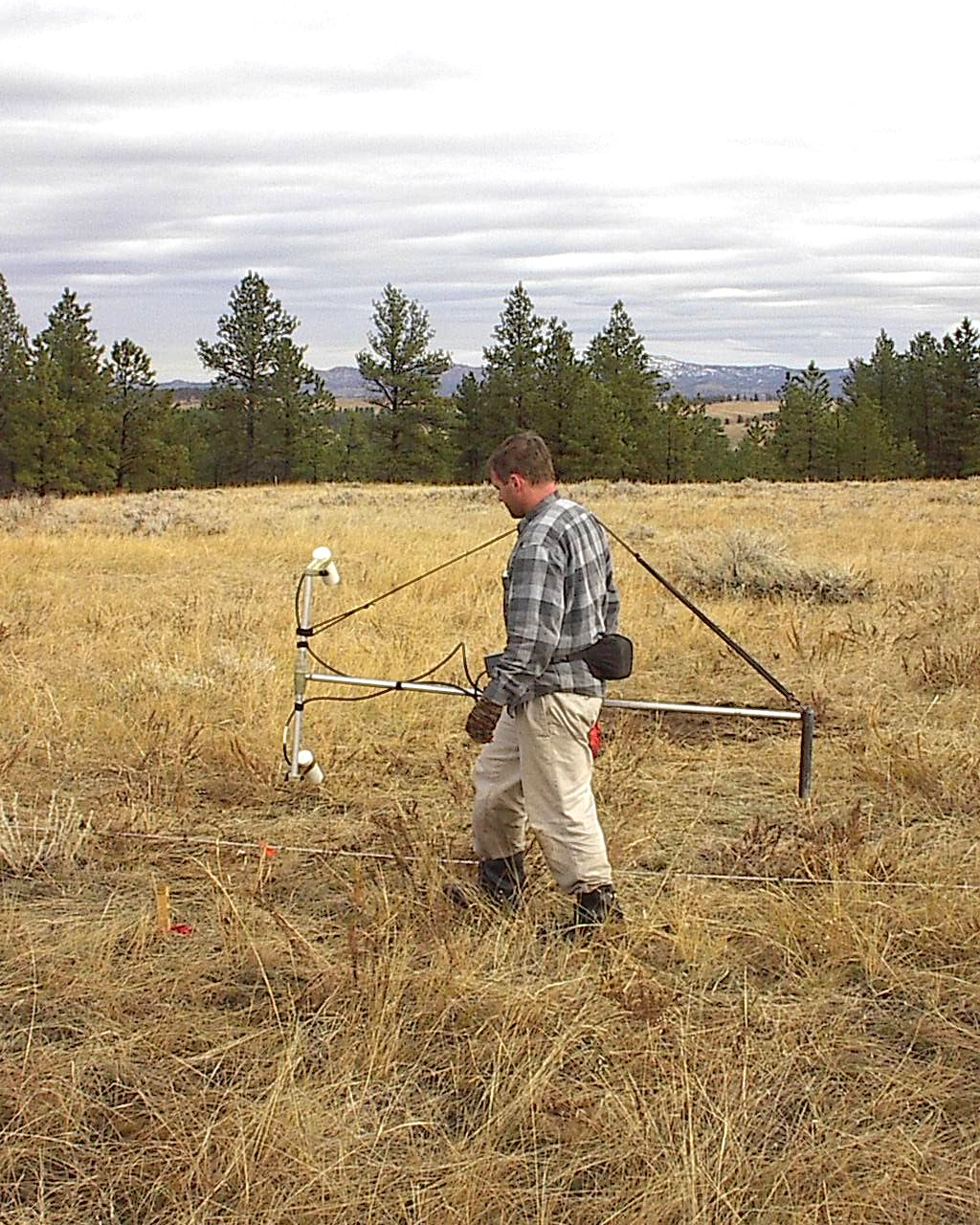
Levantamento magnético de um sítio arqueológico

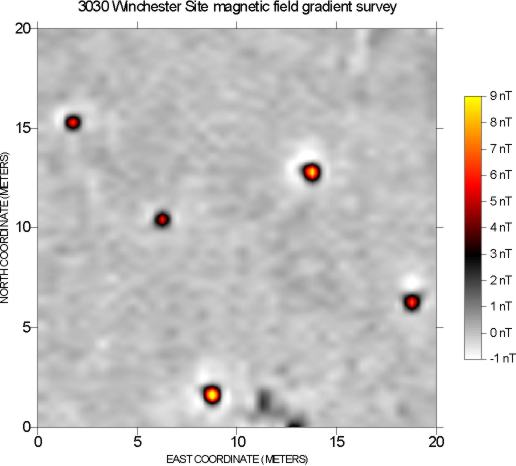
Mapa gradiométricos magnéticos de fogueiras pré-históricas

Levantamento magnético é um de um número de métodos utilizados em Arqueologia com métodos de geofísica, por exemplo, em pesquisas magnéticas de registro de variação espacial do campo magnético da Terra. Em arqueologia, levantamento magnéticos são utilizados para detectar e mapear artefatos e recursos arqueológicos. Pesquisas magnéticas são usadas em ambos nos sítios arqueológicos terrestres e marinhos.

## Visão geral
Magnetômetros utilizado no levantamento geofísico pode usar um único sensor para medir o total de intensidade do campo magnético, ou pode usar dois (às vezes mais) espacialmente separados e sensores para medir o gradiente de campo magnético (a diferença entre os sensores). Na maioria das aplicações arqueológicas, o última configuração (gradiométricos) é preferida porque eles oferecem melhor resolução de um fenômeno pequeno e perto da superfície. Magmetômetros também podem usar uma variedade de diferentes tipos de sensores. Magmetômetros de precessão de prótons têm sido largamente substituídos pelo mais rápido e mais sensível fluxgate e instrumentos de césio.
Cada tipo de material tem uma única propriedade magnética, mesmo aqueles materiais que não pensam como sendo "magnético". Diferentes materiais abaixo do solo pode causar distúrbios locais no campo magnético da Terra, que são detectáveis por magnetômetros sensíveis. A maior limitação da exploração com magmetômetro é que uma sutil característica de interesse podem ser obscurecida por materiais geológicos altamente magnéticos ou modernos.

## Levantamento magnético terrestre
Na arqueologia terrestre, pesquisas magnéticas são normalmente utilizadas para o mapeamento detalhado dos elementos arqueológicos em sítios arqueológicos. Mais excepcionalmente, magnetômetros são utilizados para pesquisas de baixa resolução exploratória.
Levantamento magnético ajuda a provar que a área do levantamento é uma área potencial para mais detalhes estudos e o levantamento magnético tem um enorme potencial para escavação científica.

## Levantamento Magnético Marinho
Levantamentos magnéticos são extremamente úteis na escavação e exploração de sítios arqueológicos subaquáticos. O equipamento utilizado na água é ligeiramente diferente do usado na terra. Magnetômetros marinhos vêm em dois tipos: rebocada de perto e abaixo da superfície . Ambos são rebocadas uma distância suficiente distante (cerca de dois navios de comprimento) do navio para permitir-los para coletar dados sem ser poluído pelas propriedades magnéticas do navio. Magmetômetros rebocados de superfície permitem uma gama maior de detecção, pagando o preço de precisão que é reembolsado por magmetômetros perto do fundo.
Na arqueologia marítima, estes levantamentos magnéticos são muitas vezes utilizados para mapear a geologia dos locais de naufrágio e determinar a composição dos materiais magnéticos encontrados no fundo do mar. Um magnetômetro Overhauser (PPM) foi utilizado, em 2001, para mapear Sebastos (o porto de Cesaréia Maritima) e ajudou a identificar os componentes do cimento romano.

## Métodos relacionados
As propriedades magnéticas de materiais arqueológicos formar a base para uma série de outras técnicas arqueológicas , Incluindo:
- Susceptibilidade magnética inquérito
- A análise laboratorial de amostras magnéticas
- Dados archaeomagnéticos

## Leitura complementar
- Smekalova, T. N.; Voss, O.; Smekalov, S. L. Magnetic Surveying in Archaeology. More than 10 years of using the Overhauser GSM-19 gradiometer. [S.l.: s.n.]
- Aspinall, Arnold; Gaffney, Chris; Schmidt, Armin. Magnetometry for Archaeologists. [S.l.: s.n.]
- Clark, Anthony J. Seeing Beneath the Soil. Prospecting Methods in Archaeology. [S.l.: s.n.]